# Marlon
Pour les articles homonymes, voir Marlon (homonymie) et Fernández.
Marlon, de son nom complet, Marlon Fernández, est un chanteur cubain de salsa, gagnant de la troisième édition d'Objectivo Fama (télé-crochet portoricain) en 2006, né le 24 août 1977 à La Lisa, quartier de La Havane.
Il a 9 frères et sœurs. 
Enfant, il connaissait par cœur le répertoire de ses artistes préférés : Ricardo Montaner et Luis Miguel.
À 14 ans il fait partie d'un petit groupe de musique de cinq membres au total dont il devient peu à peu le leader.
Son rêve de devenir chanteur est compromis par un terrible accident, où il a failli perdre l'usage de ses deux jambes.
Il se rend à Tenerife dans les îles Canaries pour être soigné.
Là bas, il remporte l'émission El Concurso de la Juventud  (télé-crochet) en interprétant Este Loco que Te Mira de Marc Anthony.
En 2003 il se rend à Miami où, avec son groupe La Química, il écume bars et clubs (Tropical Cigars, Palacio de los Jugos, restaurant Mango…) et devient une star locale, acclamée par la presse locale.
En 2006, il participe à la 3e édition d'Objectivo Fama, diffusée à Porto Rico par Univision et aux États-Unis et au Mexique par TeleFutura, où il a la chance de chanter en duo avec La India, chanteuse de salsa qui est l'une de ses idoles.
Vainqueur du concours, il enregistre un premier album, Mi Sueño, produit par Sergio George, classé dans le Top 10 du Billboard (catégorie musique Latine et Tropicale).
Deux singles en sont extraits : Usted Abuso (reprise de la version salsa par Willie Colon et Celia Cruz du classique brésilien Você Abusou de Antônio Carlos et Jocáfi, en duo avec La India) et "A Quien".
Il a été nommé deux fois aux Billboard Latin Awards et à Premios Lo Nuestro.
Il s'est produit au Festival de la Calle 8 (qui a lieu durant le carnaval de Miami, à Little Havana) avec le maître Cachao qui l'a surnommé “Emperador de la Salsa”.

## Discographie
- Voces de Navidad (2008)
- Estoy de pie (2009)